# Picos
Picos é um município brasileiro do estado do Piauí. Conforme estimativa populacional do censo de 2022 pelo IBGE, sua população era de 83 090 habitantes.
Geograficamente, a cidade é cortada pelo rio Guaribas e situa-se na região centro-sul do Piauí. Essa característica aliada ao seu posicionamento geográfico lhe conferem a condição de polo comercial no Piauí, e até para outros estados; especialmente para combustíveis, serviços e mel. É cortada pela BR-316 (Rodovia Belém - Maceió), BR-407 (Rodovia Juazeiro/BA - Piripiri/PI), BR-230 (Rodovia Transamazônica) e fica muito próxima a BR-020 (Rodovia Brasília - Fortaleza). É o maior município produtor de mel do país, segundo o IBGE.
Picos, de acordo com o censo de 2022, é a terceira maior cidade do Piauí em habitantes. Com mais de 80 mil pessoas, Picos tem a terceira maior densidade demografia do estado (143,9 pessoas por km²), atrás apenas de Teresina e Parnaíba.

## História
Fundada por portugueses, à origem do município de Picos deu-se como a maioria das cidades piauienses mais conhecidas, através da atividade econômica que era a mais desenvolvida neste território, a pecuária. Segundo fontes históricas acredita-se que a cidade tem origem no povoado de Bocaina, ligado a capital colonial Oeiras (Piauí). Inicia-se com a chegada dos primeiros fazendeiros de gado, vindos diretamente de Portugal nos anos de 1740, trazendo alguns escravos negros africanos e gado, ocupando grandes territórios.
A construção de uma capela em 1754 sob a invocação de Nossa Senhora da Conceição pelo sertanista Antônio Borges Leal Marinho foi o marco inicial desse seu povoamento. Neste período, o território de Picos pertencia ao município de Oeiras. A família Borges Leal, que à época ocupava grandes áreas de terras nos arredores do município. Félix Borges Leal, um dos descendentes, fundou nessa região uma de suas mais importantes fazendas, a Fazenda Curralinho ou Retiro Curralinho, como também era conhecida, aproveitando as terras que eram favoráveis a criação do gado solto e também do rio que fornecia água em abundância.
O processo de povoamento do futuro município deveu-se ao desdobramento dessa fazenda. A cidade recebeu o nome de Picos dos colonizadores portugueses, devido a se encontrar em uma região rodeada por montes picosos, semelhantes aos Picos da Europa. Local de terras férteis, desenvolveu-se rapidamente graças ao Rio Guaribas que por muito tempo abasteceu a população, oferecendo lhe água e diversas vazantes favorecendo o plantio em suas margens e várzeas. 
O governo administrativo da Província do Piauí, tentou implantar um núcleo italiano no semiárido piauiense, oferecendo ao governo da Itália a possibilidade de fazer investimentos econômicos no Estado. Assim, em 1895, chegaram 40 famílias italianas em Picos mas, novamente, a tentativa não deu certo, pois 28 famílias se negaram a se instalar nos lotes e as outras 12 foram repatriadas de volta a Itália em 1898.
A região de Picos por muitos anos atraiu diversas pessoas que buscavam locais para se desenvolver e negociantes vindos da Bahia e Pernambuco, que vinham para negociar animais principalmente gado e cavalo além de outros produtos. Era um negócio lucrativo e muito rentável.

### A seca de 1932
Em 1932, a cidade de Picos passou por um período de estiagem, segundo conta[carece de fontes?] foi uma das piores, mesmo com a presença do Rio Guaribas, os efeitos foram quase nulos, que por causa disso concedeu à cidade o status de abrigo seguro para os migrantes vindo de outros estados e municípios.

### A década de 1940

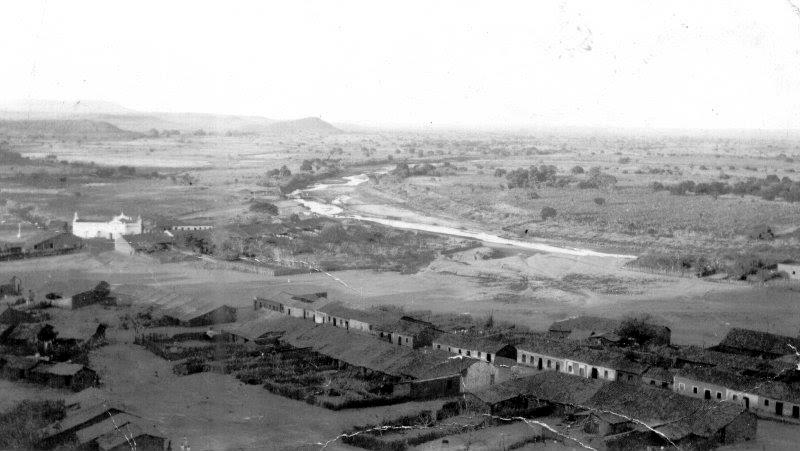
O município de Picos no início do século XX.

Entre os anos 40 o município era apenas um aglomerado de residências de características rurais, era bastante verde devido ainda possuir mata ao redor das margens do Rio Guaribas, alguns trechos correspondia a propriedades particulares e eram dedicados a cultura de vazante realizadas durante o verão, dentre os produtos cultivados se destacavam o alface, o coentro, cebolinha, cebola e sobretudo o alho, produto no qual, o município passou por vários anos como grande produtor nacional. 
A outra atividade comum era a lavagem de roupas que era muito comuns grupos de mulheres utilizarem a o rio para essa finalidade. Dentre outras atividades destacavam-se, os banhos nos poços, no qual eram determinados por sexo, práticas da pesca com a utilização de anzóis, redes, tarrafas ou até mesmo com as mãos.

### A época de ouro da cidade de Picos (anos 1950)
Essa época de ouro consagrada no município foi marcante devido a grandes alterações tanto no contexto político, social e econômico. Na década de 1950, segundo dados do censo do IBGE a população do município era de 54.713, sendo que 50.145 (91,65%) na área urbana e 4.568 (8,35%) na área rural. No mesmo ano, cresce a economia em Picos a indústria e o comércio ativo aumentando a demanda de produtos e seus consumidores.

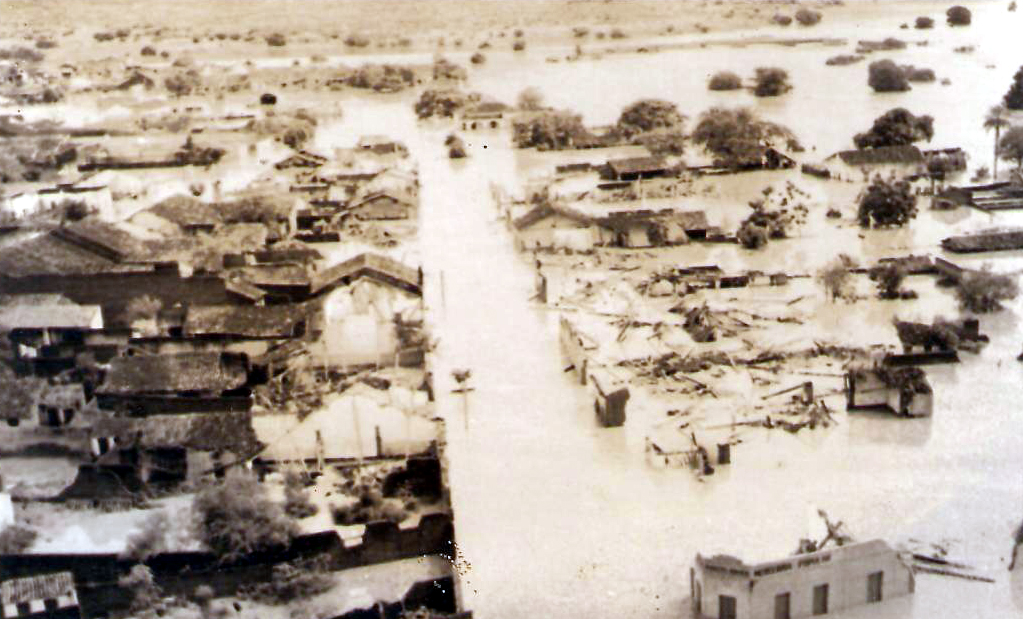
Enchente que alagou o município de Picos nos anos 60.

Nessa época tem relatos[carece de fontes?] de vários acontecimentos marcantes como a chegada da primeira sorveteria, a chegada do candidato a presidência da República pela UDN, o Brigadeiro Eduardo Gomes, melhorias na rede elétrica e no sistema de abastecimento d'água com a perfuração de vários poços. A partir desse período Picos passa a perder seus territórios a partir de 1954 com a perda do seu primeiro território que passaria a formar o município de Itainópolis.
Segundo depoimento do Sr. José Manoel de Almondes descendente de imigrantes estabelecidos em Picos, presenciou a época das enchentes relatou o seguinte:
"Foi um período de muitas chuvas, de chuvas intensas e torrenciais, choveu em muita região do Piauí, as pessoas viviam amedrontadas pela quantidade de água que acumulou em diversas ruas em Picos, muitas plantações destruídas e muitos animais mortos, me recordo muito bem da intensidade da água que foi acumulada no Rio Guaribas. A água era tão intensa que levava tudo que tinha na frente, inclusive vi muitos animais, principalmente o gado sendo levado pela correnteza, presenciei o momento em que em que a ponte caiu, a água carregava tantas árvores que elas se prenderam nos pilares da ponte, e com a força da água ela não suportou, de repente ouvi um estralo muito forte e a ponte caiu, levando todo o material no qual a ponte era constituída. Depois que o período de enchente foi acabando, reconstruíram novamente a ponte, dando acesso a outra parte do município de Picos." [carece de fontes?]

## Geografia

### Clima
Segundo dados do Instituto Nacional de Meteorologia (INMET), referentes ao período de 1965 (a partir de 1° de novembro) a 1970, 1973 a 1980 e a partir de 1993 (desde 1° de novembro), a menor temperatura registrada em Picos foi de 12,4 °C em 15 de julho de 1967, e a maior atingiu 41,9 °C em 21 de outubro de 2015. O maior acumulado de precipitação em 24 horas foi de 140 milímetros (mm) em 14 de abril de 2002. Outros grandes acumulados foram 125,9 mm em 4 de março de 1982, 125,3 mm em 26 de abril de 1977, 120,9 mm em 29 de março de 2010 e 104,3 mm em 17 de abril de 1994. O menor índice de umidade relativa do ar foi observado na tarde de 6 de novembro de 2008, de 13%.
| Dados climatológicos para Picos | Dados climatológicos para Picos | Dados climatológicos para Picos | Dados climatológicos para Picos | Dados climatológicos para Picos | Dados climatológicos para Picos | Dados climatológicos para Picos | Dados climatológicos para Picos | Dados climatológicos para Picos | Dados climatológicos para Picos | Dados climatológicos para Picos | Dados climatológicos para Picos | Dados climatológicos para Picos | Dados climatológicos para Picos |
| Mês | Jan                             | Fev                             | Mar                             | Abr                             | Mai                             | Jun                             | Jul                             | Ago                             | Set                             | Out                             | Nov                             | Dez                             | Ano                             |
| --- | ------------------------------- | ------------------------------- | ------------------------------- | ------------------------------- | ------------------------------- | ------------------------------- | ------------------------------- | ------------------------------- | ------------------------------- | ------------------------------- | ------------------------------- | ------------------------------- | ------------------------------- |
| Temperatura máxima recorde (°C) | 39,6                            | 39                              | 39,5                            | 38,7                            | 39,4                            | 39,2                            | 37,6                            | 40                              | 41                              | 41,9                            | 41,6                            | 40,1                            | 41,9                            |
| Temperatura máxima média (°C) | 33,3                            | 32,6                            | 32,2                            | 32,3                            | 33                              | 33,4                            | 33,7                            | 35                              | 36,6                            | 37,4                            | 36,8                            | 35,3                            | 34,3                            |
| Temperatura média compensada (°C) | 27,4                            | 26,7                            | 26,4                            | 26,5                            | 26,7                            | 26,5                            | 26,7                            | 28                              | 29,7                            | 30,7                            | 30,4                            | 29                              | 27,9                            |
| Temperatura mínima média (°C) | 22,9                            | 22,5                            | 22,5                            | 22,2                            | 21,3                            | 20                              | 19,6                            | 20,9                            | 22,9                            | 24,6                            | 24,7                            | 23,8                            | 22,3                            |
| Temperatura mínima recorde (°C) | 19                              | 18                              | 17,4                            | 17                              | 14,6                            | 12,7                            | 12,4                            | 12,7                            | 16,8                            | 18,2                            | 17,9                            | 19                              | 12,4                            |
| Precipitação (mm) | 146,1                           | 144,3                           | 176,2                           | 137,8                           | 38,1                            | 6,3                             | 2,2                             | 0,2                             | 3,4                             | 19,2                            | 33,8                            | 87,8                            | 795,4                           |
| Dias com precipitação (≥ 1 mm) | 11                              | 11                              | 13                              | 10                              | 4                               | 1                               | 1                               | 0                               | 1                               | 2                               | 4                               | 7                               | 65                              |
| Umidade relativa compensada (%) | 63,6                            | 69,4                            | 73,4                            | 70,4                            | 61,4                            | 52,5                            | 48,8                            | 43,3                            | 38,9                            | 38                              | 43,9                            | 52,9                            | 54,7                            |
| Insolação (h) | 200,9                           | 171,4                           | 197,9                           | 212,4                           | 249,4                           | 258,9                           | 284,3                           | 307,7                           | 304                             | 293                             | 261,2                           | 232,5                           | 2 973,6                         |
| Fonte: Instituto Nacional de Meteorologia (INMET) (normal climatológica de 1981-2010; recordes de temperatura: 01/11/1965 a 31/12/1970, 01/01/1973 a 31/12/1980 e a partir de 01/11/1993) |                                 |                                 |                                 |                                 |                                 |                                 |                                 |                                 |                                 |                                 |                                 |                                 |                                 |

### Localização
Localiza-se a uma latitude 07º04'37" sul e a uma longitude 41º28'01" oeste, localizada na região centro-sul do Piauí.

### Relevo e hidrografia
Os solos deste município estão representados pelos seguintes solos com horizonte latossólico, solos pouco desenvolvidos, solos soncrecionários tropicais de característica suave, ondulada, apresentando testemunhos espaços, com predominância de solos litólicos e areias quartzo e de natureza argilosa.[carece de fontes?] Tem como acidentes geográficos o Rio Guaribas, o Rio Itaim e a Lagoa das Abóboras.
O Município de Picos está a 206 metros acima do nível do mar e apresenta em seu relevo inúmeros picos argilosos, que se erguem nas proximidades ribeirinhas, e as serras rochosas que dão a impressão de que a cidade está localizada numa cratera, fazendo surgir os denominados baixões agrícolas piauienses. O município conta ainda, com cursos naturais de água como o Rio Guaribas que, ao contrário dos demais rios piauienses, que cortam seu relevo no sentido sul-norte ou sudeste-noroeste, este faz o sentido oposto, ou seja, norte-sul, até suas águas encontrarem o rio Itaim, Riacho Vermelho, Riacho dos Macacos, além de possuir o maior lençol freático na região.

## Política
Os dois primeiros anos da República (1889 a 1890) foi um período de caos total no Piauí, o processo de transição política acontecia e a presença firme do coronelismo estavam com os dias contados, os militares tomaram o poder no país, pelo menos era o medo dos coronéis, sem contar que o município iniciava o processo de emancipação política em meio a esse caos em que se passava todo o Estado, sendo que, esse período foram os mais agitados em Picos, registrando-se o escapamento do Juiz da Comarca e a prisão do padre Benedito Portela Lima segundo relatos históricos eram um dos simpatizantes ao processo de mudança político e democrático.
A política administrativa na cidade de Picos começou ainda no período de transição de vila para a categoria de cidade no ano de 1890.
Os coronéis tinham bastante influência política, com o medo da política da derrubada do Governo de Floriano Peixoto e a criação da Constituição Piauiense em 1891 no Governo Estadual de Gabriel Luís Ferreira, a política local inicia um processo de "eleição" através da "indicação de sucessor político".
No ano de 1892 foi realizada a primeira eleição para prefeito, quando transferiu o cargo para Helvídio Clementino de Sousa Martins (filho de Clementino de Sousa Martins), passando a ser o primeiro prefeito de Picos pelo voto direto.
A forte presença política do coronelismo marcou os primeiros anos da República em todo o Estado, os primeiros representantes eram oriundos da oligarquia que controlava a política em todo o Piauí. Nos anos de 1920 começa a insatisfação popular nos locais onde a presença política oligárquica era muito forte e presente. A situação ocorreu até 1945 com a ascensão de Getúlio Vargas ao poder com a criação do Estado Novo.
A Câmara Municipal teve como primeiro presidente o coronel Clementino de Sousa Martins, filho do legendário piauiense Major Manoel Clementino de Sousa Martins, herói da Balaiada, exerceu, também o cargo de Prefeito (intendente) por dois anos.

### Leis provinciais e estaduais
- 1851

Já bastante desenvolvida, a elevação do povoamento à categoria de freguesia deu-se a invocação de Nossa Senhora dos Remédios, através da Resolução Provincial Nº 308 de 11 de setembro de 1851. O seu primeiro pároco foi o padre José Dias de Freitas.
- 1855

Devido ao constante crescimento da freguesia, foi desmembrado de Oeiras, mais anexado ao seu Judiciário (Comarca de Oeiras). Foi elevado à categoria de vila através da Resolução Provincial Nº 397 de 20 de dezembro de 1859.
- 1859

Como a Lei Provincial Nº 468 de 1859, o tempo judiciário de Picos foi desmembrado da Comarca de Oeiras, anexando-o a Comarca de Jaicós e assim permanecendo até o ano de 1889. Sendo então desanexada a Comarca de Picos juntamente com o município de Patrocínio, hoje, Pio IX.
- 1889

Pelo Decreto de 28 de dezembro de 1889 é instalada a Comarca de Picos pelo seu primeiro Juiz de Direito, Dr. João Leopoldino Ferreira, tendo como promotor o coronel Josino José Ferreira.
- 1890

A elevação da vila à categoria de cidade verificou-se através da Resolução Estadual Nº 33 de 12 de dezembro de 1890, assinada pelo então chefe de Governo Estadual João da Cruz Santos o Barão de Uruçuí, desmembrando de Oeiras.
Quando da divisão administrativa verificada em 1993, o município de Picos apresentava-se com 2 (dois) distritos, sendo o 2 de Patrocínio, hoje Pio IX.

## Subdivisões e formação administrativa

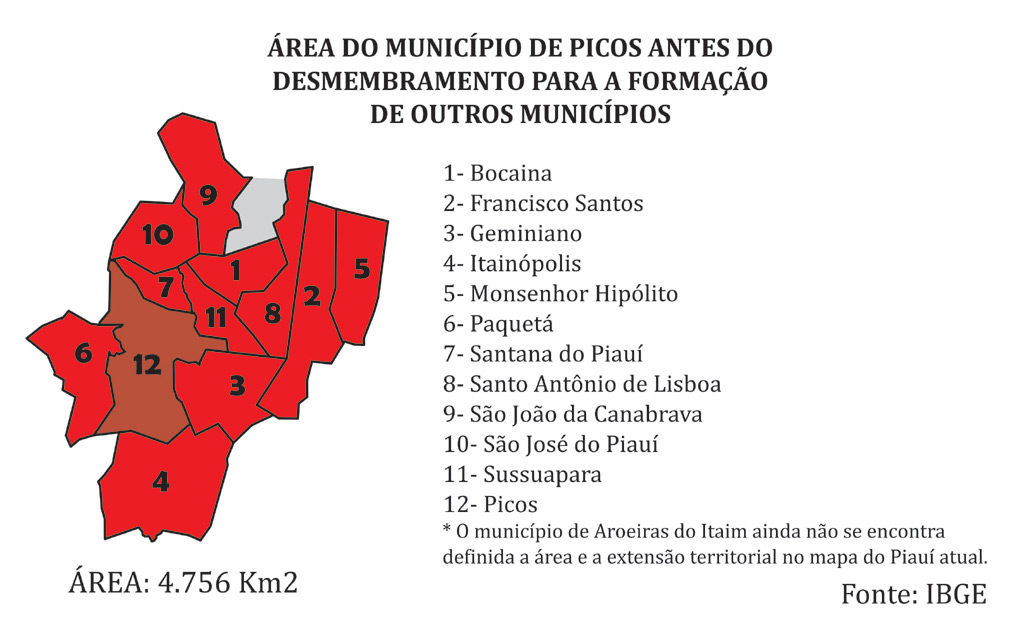
Mapa territorial de Picos e seus respectivos desdobramentos territoriais.

A área territorial inicial definida pelas Divisões Administrativas para o município de Picos era da ordem de 4.756 Km2 e permaneceu incólume por muitos anos. 
Desde a última divisão administrativa até os nossos dias, vários distritos forma desmembradas do município de Picos, vindo a constituírem-se em municípios como os de:
- Aroeiras do Itaim- pela lei estadual nº 5.094, de 27 de outubro de 1999.
- Itainópolis - pela Lei Estadual Nº 925, de 12 de fevereiro de 1954.
- Monsenhor Hipólito - pela Lei Estadual Nº 1.445, de 30 de novembro de 1956.
- Francisco Santos - pela Lei Estadual Nº 1.963, de 9 de setembro de 1960.
- Santo Antônio de Lisboa - pela Lei Estadual Nº 2.560, de 19 de dezembro de 1963.
- Bocaina - pela Lei Estadual Nº 2.561, de 19 de dezembro de 1963.
- São José do Piauí - pela Lei Estadual Nº 2.562, de 19 de dezembro de 1963.
- São João da Canabrava - pela Lei Estadual Nº 4.192, de 11 de abril de 1988.
- Santana do Piauí - pela Lei Estadual Nº 4.477, de 29 de abril de 1992.
- Geminiano - pela Lei Estadual Nº 4.680, de 26 de janeiro de 1994.
- Sussuapara - pela Lei Estadual Nº 4.810, de 14 de dezembro de 1995.

Observação: Em 1994, mais os municípios de Geminiano e de Paquetá (Paquetá de Ducha) foram também criados, e Sussuapara no ano de 1995, sendo instalados oficialmente, todavia, em 1997, com a posse dos seus primeiros governantes, eleitos nas eleições de 1996, O município de Aroeiras do Itaim foi instalado em 1 de Janeiro de 2005. Ficando o município de Picos, depois de todos esses desmembramentos para constituição de novos municípios, com a área de 535 Km2.[carece de fontes?]

### Bairros
A cidade encontra-se dividida em cinco zonas: Leste, Norte, Sul, Centro, Sudeste. Picos possuí uma grande quantidade de bairros, tendo um total de 41, são eles:
Aerolândia, Centro, São Vicente, Altamira, Cidade de Deus, Cipaúba, Aroeiras do Matadouro, Condurú, Paraibinha, COHAB, Samambaia, DNER, Paroquial (Chão dos Padres), Morada Nova, Umari, Emaús, Parque de Exposição, Belo Norte, Belo Sul, Ipueiras, Parque Industrial (Pantanal), Boa Sorte, Jardim Natal, Passagem das Pedras, Boa Vista, Junco, Bela Vista, Malva, Pedrinhas, Bomba, Morada do Sol, Canto da Várzea, Morro da AABB, Trizidela, São Sebastião, Catavento, São José, Morrinhos, Val Paraíso, Morro da Macambira, Lousinho Monteiro.

### Povoados
Coroatá, Fátima do Piauí, Gameleira dos Rodrigues, Lagoa Grande, Mirolândia, Saquinho, Tapera, Lagoa Comprida, Tabuleiro dos Pios, Malhada Grande dos Almondes, Tabatinga, Angico Branco, Angico Torto, Baixio, Bocolo, Carnaibas, Chapada do Mucambo, Cristovinho, Curralinhos, Ema, Gameleira dos Galdinos, Lagoa dos Felix, Tabueiro, Milhans, Paulinos I, Chapada Do Frio, Junco Dos Monteiros, Três Potes, Macacos, Torrões, Bugi Dos Almondes, Vaca Morta, Capitão De Campos, Vigia, Pirajá, Caldeirões.

## Economia e serviços
A região fiscal de Picos arrecada mais que as regiões fiscais de Parnaíba, Floriano e Campo Maior juntas, ficando atrás apenas da região fiscal da capital Teresina. Na cidade de Picos encontra-se uma das maiores frotas de veículos per capita do país, haja vista que o município possui em média um automóvel para cada três pessoas. São aproximadamente 27.000 veículos motorizados para 76.000 habitantes, segundo dados de 2013.

Picos possui dois shoppings center: o Picos Plaza Shopping e o Piauí Shopping.

## Cultura, turismo e lazer

### Cultura e arte
A cultura de Picos é muito rica em diversos aspectos tais como:

#### Danças folclóricas
Geralmente essas danças ocorrem em conjunto com algumas festas tradicionais religiosas: Reizado, São Gonçalo, Cavalo Piancó, Dança do Congo, Passeata, Queima de Judas e as Quadrilhas Juninas.

#### Literatura
No município de Picos também existem Academias de Letras que destacam o contexto intelectual dos picoenses. Dentre elas a ALERP (Academia de Letras de Picos) e a UPE (União Picoense de Escritores). Nesse contexto intelectual escrito são expostos ao público livros, versos, poemas,  literatura de cordel e diversos contos.

#### Música
Em Picos encontra-se uma riqueza em relação a músicos e compositores, alguns até conhecidos em território nacional, o município é composto por pessoas apreciadoras da boa música regional, não é a toa que é muito comum encontrar locais de socialização de pessoas ter um músico ou compositor expondo suas obras.

#### Artesanato
Artes com palha, couro, madeira, barro, bordado, tricô, ponto cruz e vagonite.

#### Cinema e teatro
O município de Picos possui o grupo Teatral Projeto Bar Cultural - PBC com 15 anos de história e montagens de peças de grandes dramaturgos brasileiros, como "Morte e Vida Severina" de João Cabral de Melo Neto e "O Santo Inquérito" de Dias Gomes. Fundado por Heraldo Santos, Eliésio de Castro e Sávio Barão, este último, diretor do grupo até os dias atuais. O grupo participou de Festivais regionais em várias cidades dos estados do Piauí, Pernambuco e Ceará, sendo o grupo teatral mais premiado nesses festivais, especialmente o prêmio de Melhor Ator para Flávio Guedes e melhor espetáculo para várias de suas montagens.
A cidade não possui uma área exclusiva para teatro e cinema, porém, existem vários outros grupos teatrais cujas peças são encenadas em escolas ou em manifestações culturais realizadas pelas instituições educacionais ou particulares da cidade.
A microrregião conta com os cineastas Douglas Nunes, Thico Almeida e Roberto Borges e Flávio Guedes. Tais cineastas já têm trabalhos de grande repercussão no país inteiro, como: a minissérie Raízes do Sertão de Roberto Borges, Intolerância e Paixão e Vidas Cruzadas de Douglas Nunes, Vidas Opostas de Thico Almeida, Edith, A Partida, Espelho, Diana e O Sonho de Filismino, de Flávio Guedes. 
O curta metragem Edith, de Flávio Guedes foi selecionado para a IV Mostra Internacional Curta o Gênero, sendo exibido nas cidades de Fortaleza, Crato e Juazeiro do Norte (CE), Recife (PE), Braga (Portugal), Montevideu (Uruguai), Buenos Aires (Argentina) e Santiago (Chile) e também selecionado para a I Mostra de Cinema Curtas da Estação - Mostra Extra, em Juiz de Fora (MG) e para o 10º Encontro Nacional de Cinema e Vídeo dos Sertões. 
O curta Diana foi premiado com o troféu de Melhor ator para Flávio Guedes, na I Mostra de Cinema do Centro Sul do Piauí; o Curta A Partida e Espelho foram selecionados também para o 10º Encontro Nacional de Cinema e Vídeo dos Sertões e O Sonho de Filismino concorre a Oito Troféus no 10 Encontro Nacional de Cinema e Vídeo dos Sertões nas categorias de Melhor Ator (Vilebaldo Rocha), Melhor Roteiro (Flávio Guedes), Melhor Sonoplastia (Quinteto Armorial), Melhor Fotografia, Melhor Direção de Arte, Melhor Filme, Melhor Montagem, e Melhor Direção (Flávio Guedes).   
O longa metragem "Intolerância e Paixão" de Douglas Nunes foi selecionado na 5º Mostra Amadora de cinema do Colégio Civitatis de São Paulo, concorrendo em cinco categorias. Na ocasião recebeu dois Troféu Graça Aranha de Cinema de Melhor Roteiro e Melhor atriz coadjuvante para Francelina Macedo, representando muito bem o cinema piauiense no cenário nacional.  E o filme "Vidas Cruzadas selecionado no 9º Festival de Cinema dos Sertões de Floriano, na categoria "Piauí na Tela".

### Arte rupestre
Existem vários registros no município e microrregião.

### Eventos

#### Desfile de 7 de setembro
Comemorado aqui no município de Picos na "Semana da Pátria" e realizado no feriado de 7 de setembro, é um desfile que todo o ano é apreciado por diversas pessoas que vão a avenida marcar presença como público. No desfile são apresentados os militares do 3º Batalhão de Engenharia e Construção, policiais e bombeiros militares, escolas estaduais e municipais entre outros. Sempre é marcado pela presença do prefeito municipal, lideranças militares e políticas convidadas.
Um fato marcante foi a passagem da maior referência nordestina, O Rei do Baião Luiz Gonzaga que a convite de amigos maçons veio ao município de Picos no ano de 1984 participar do desfile de 7 de setembro, após isso houve uma confraternização no Recanto dos Maçons.[carece de fontes?]

### Pontos turísticos
- Catedral de Nossa Senhora dos Remédios (em estilo neogótico).
- Morro da Mariana (onde se tem uma vista panorâmica da cidade, além variados restaurantes e pizzarias e, sobretudo, a maior característica da cidade, que tem a maior concentração urbana vivendo em encostas ou sobre morros do Estado do Piauí).
- Igreja do Sagrado Coração de Jesus - "igrejinha" (a primeira igreja da cidade de Picos).
- Museu Ozildo Albano (com peças e gravuras que retrata a história da cidade).
- Feira Livre (uma das maiores feiras livres do Piauí e do Nordeste - a diversidade de produtos comercializados serve de atrativo).
- Prainha do Rio Guaribas.
- Barragem de Bocaina (cidade vizinha).

### Biblioteca municipal
Conforme a lista do Sistema Nacional de Bibliotecas Públicas em Picos tem a Biblioteca Municipal Dr Paulo Libório situada na praça Josino Ferreira, nº 356, no centro da cidade.

### Esporte
O município é a sede da Sociedade Esportiva Picos, mais conhecida como SEP ou Picos, clube profissional de futebol, que está atualmente na primeira divisão do Campeonato estadual, sendo o atual vice-campeão (temporada de 2008). O time alcançou grande notoriedade estadual na década de 90; quando foi o maior vencedor, conquistando todos os seus 4 títulos de campeão estadual na 1ª divisão. Os títulos foram conquistados nos anos de 1991, 1994, 1997 e 1998. O time ocupa atualmente a 148ª posição no Ranking da CBF com 32 pontos.

## Infraestrutura

### Educação
O município de Picos é constituído de uma grande rede de ensino nas redes pública e privada desde o maternal, ensino infantil, 
fundamental, médio e superior. A rede municipal dispõe 78 escolas, a rede estadual 17 escolas e a rede particular conta com 15 (quinze) escolas, e cinco campus de Ensino Superior.
- UESPI - Universidade Estadual do Piauí, situado no Campus Universitário de Picos, bairro Altamira.
- UAB - Universidade Aberta do Brasil, (antiga UESPI), situado no Campus Universitário de Picos, Bairro Junco.
- UFPI - Universidade Federal do Piauí, situado no Campus Universitário de Picos, bairro Junco.
- IESRSA - Instituto de Ensino Superior R. Sá, situado no bairro Altamira, saída para Teresina.
- IFPI - Instituto Federal do Piauí, situado no bairro Parque Industrial (Pantanal).
- ISEAF - Instituto Superior de Educação Antonino Freire, situado no bairro Centro, no atual prédio da Escola Normal Oficial de Picos.
- UNOPAR - Universidade Norte do Paraná (Núcleo de Picos), situado no bairro Dner.
- SENAI/FIEPI (Serviço Nacional da Aprendizagem Industrial), Bairro Paraibinha.
- SENAC (Serviço Nacional da Aprendizagem Comercial) - Centro José Almir de Sá, Bairro Centro.
- SESI (Serviço Social da Indústria) - CAIC - Bairro Parque de Exposição.
- SEST/SENAT (Serviço Social do Transporte / Serviço Nacional da Aprendizagem do Transporte) - Posto e Hotel Nacional - Bairro Junco.

### Saúde
O município de Picos oferece amplo atendimento na área da saúde, tanto no setor público quanto privado, atendendo a demanda da microrregião em diversas especialidades, tornando Picos a referência em saúde para a população do sul do Piauí, visto que a capital se encontra isolada no norte do estado.

### Justiça e segurança
- Poder Judiciário (1ª, 2ª, 3ª, 4ª, 5ª Varas, 1 Juizado Especial (com uma sede e dois anexos), com um total 6 juízes de direito titulares, 1 Juiz para cada Vara e 1 para o Juizado Especial);
- Ministério Público: 6 (seis) promotores de justiça; DECOM — Serviço de Defesa do Consumidor;
- 7 (sete) cartórios, sendo: 4 (quatro) cíveis, 1 (um) criminal e 2 (dois) eleitorais que atende parte da microrregião, *1 Vara Regional do Trabalho, 1 Vara da Justiça Federal e Procuradoria Regional do Trabalho
- 3 (três) delegacias de polícia;
- 1 (um) Quartel do Exército Brasileiro — 3º BEC (Batalhão de Engenharia e Construção);
- 2 (dois) Quarteis da Polícia Militar, responsáveis pela segurança local;
- 1 (um) Quartel do Corpo de Bombeiros;
- 1 Subsecção da Ordem dos Advogados do Brasil — OAB.

### Comunicações

#### Portais de Notícias
- Galeria do tempo
- Portal Riachaonet
- Grande Picos

#### Estações de rádios
Consulte abaixo a listagem das rádios que são captadas na cidade:
1. Rádio Esperança, 850 AM
2. Rádio Difusora, 920 AM
3. Rádio Grande, 94.5 FM
4. Rádio Cidade Modelo, 95.3 FM
5. Rádio Guaribas, 98.3 FM
6. Rádio Cultura, 104.3 FM

#### Emissoras de TV
Consulte abaixo a listagem dos canais de televisão que são captadas no município':
1. TV Cidade Verde Picos (SBT), 5 UHF
2. TV Antena 10 (Record TV), 7 UHF
3. TV Picos (TV Brasil), 13 VHF
4. TV Pai Eterno, 15 UHF
5. TV Clube (Globo), 11 VHF

## Religião
Em relação à religião, o município de Picos possui várias denominações cristãs:

### Igreja Católica Apostólica Romana

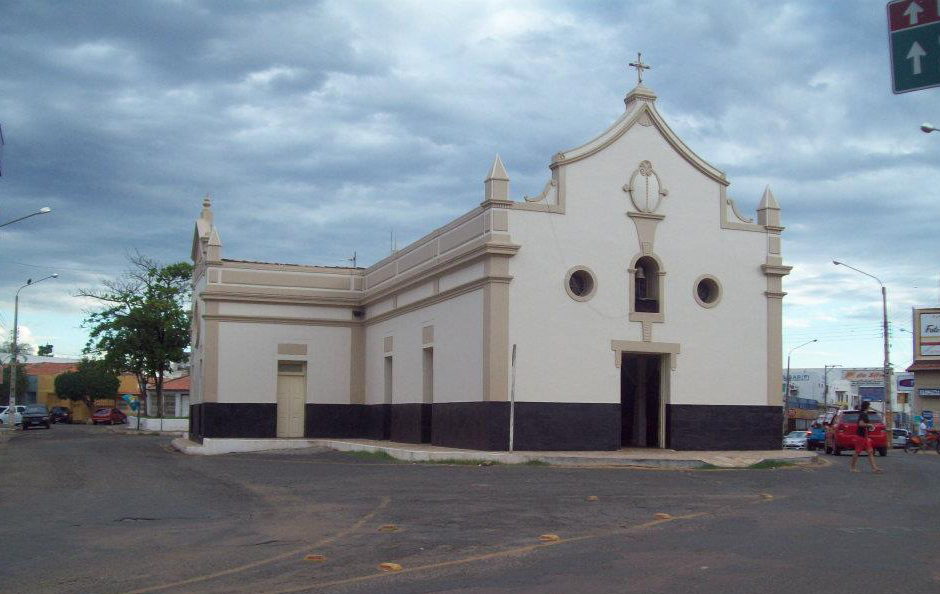
Igrejinha do Sagrado Coração de Jesus (Primeira Igreja do Município de Picos).

A história da Igreja Católica na região de Picos dá-se antes da origem da cidade. A primeira igreja construída no ano de 1828 pelos descendentes dos Borges Leal juntamente com a Família Moura Fé foi a Capelinha de São José (atual Igrejinha do Sagrado Coração de Jesus), posteriormente recebendo a denominação de "São José das Botas", em devoção dos vaqueiros da região, pois sua representação fazia com a vestimenta de vaqueiro.
Entre os anos de 1847 a 1871, dá-se o processo da criação da Igreja Matriz na cidade de Picos, desde a chegada da Imagem (Imagem vinda de Lisboa, Portugal), de Nossa Senhora dos Remédios em 31 de dezembro de 1847 trazida por um escravo a pé da Bahia, em troca ganharia sua liberdade, até a construção da Igreja Sede no ano de 1871 por ato do padre José Antônio Maria Pereira Ibiapina (conhecido por Frei Ibiapina). Atualmente ela é conhecida como um dos maiores e mais belos templos católicos do Nordeste, sendo eleita a 2ª Maravilha do Piauí.
São algumas das principais Igrejas Católicas Apostólicas Romanas: Igreja Matriz Nossa Senhora dos Remédios (catedral), Igreja de São Francisco de Assis, Igreja de São José Operário, Igreja do Sagrado Coração de Jesus.

### A religião protestante
No município de Picos também se encontram várias igrejas protestantes. Dentre elas, se destacam: Igreja Assembleia de Deus, Igreja Batista, Igreja Adventista do Sétimo Dia, Igreja Universal do Reino de Deus, Igreja Internacional da Graça, Igreja Presbiteriana Renovada, Congregação Cristã no Brasil.

### Outras denominações religiosas
Dentre outras denominações religiosas, se destacam no município de Picos:
Comunidade Religiosa das Testemunhas de Jeová, Centros de Umbanda (cultura afrodescendente) e Centros Espíritas Kardecistas.

## Picoenses ilustres
- Antônio Coelho Rodrigues, político.
- Helvídio Nunes de Barros, político.
- José Barroso Pimentel, político.
- Rômulo Borges Monteiro, futebolista.
- Renê Rodrigues Martins, futebolista.
- Oscar Neiva Eulálio, médico, empresário e político.